# قضیب‌لیسی (فیلم ۱۹۸۰)
قضیب‌لیسی (انگلیسی: Blow Job؛ ‏ ایتالیایی: Soffio erotico) فیلمی ایتالیایی به کارگردانی آلبرتو کاوالونه است که در سال ۱۹۸۰ میلادی منتشر شد.
این فیلم در اوت ۱۹۷۹ و با نام اولیهٔ ساحرهٔ عریان ساخته شد. آلبرتو کاوالونه مدعی بود که این فیلم صحنه‌های سکسی آشکار نداشته، به استثنای یک آمیزش جنسی دهانی شبیه‌سازی‌شده؛ اما سایر عوامل فیلم این ادعا را رد کردند.